# Anita Silvey
Anita Silvey est auteure, éditrice et critique littéraire américaine dans le genre de la littérature pour enfants. Née en 1947 à Bridgeport, dans le Connecticut, Silvey a été rédactrice en chef du Horn Book Magazine et vice-présidente de Houghton Mifflin où elle a supervisé l'édition de livres pour enfants. Elle est également l'auteur d'un certain nombre de livres critiques sur la littérature enfantine, dont 500 Great Books for Teens et The Essential Guide to Children's Books and Their Creators.

## Biographie
En 1975, Silvey est cofondatrice de la publication qui est devenue le Boston Review. De 1985 à 1995, elle est rédactrice en chef du Horn Book Magazine. Elle crée également le magazine The Horn Book Guide to Children's and Young Adult Books.
Entre 1995 et 2001, elle travaille comme vice-présidente chez Houghton Mifflin où elle supervise l'édition de livres pour enfants et jeunes adultes pour les divisions Houghton et Clarion. Parmi les illustrateurs et auteurs qu'elle a promus figurent David Wiesner, Chris Van Allsburg, Virginia Lee Burton et Lois Lowry.
En 2002, Silvey publie The Essential Guide to Children's Books and Their Creators, 100 Best Books for Children et 500 Great Books for Teens. Elle écrit également un livre pour jeunes adultes sur les femmes soldats pendant la guerre de Sécession, I'll Pass for Your Comrade. En 2008, elle écrit un article influent dans le School Library Journal dans lequel elle « critiquait les sélections Newbery comme étant trop difficiles pour la plupart des enfants »,. Une série d'entretiens avec des personnes de tous horizons a été publiée dans Everything I Need to Know I Learned from a Children's Book (Tout ce que j'ai besoin de savoir, je l'ai appris d'un livre pour enfants) en 2009.
En octobre 2010, elle commence à publier en ligne le Children's Book-A-Day Almanac, un essai quotidien sur les livres classiques et contemporains pour enfants.
Silvey est membre du comité de rédaction du magazine Cricket et du conseil d'administration du Vermont Center for the Book. À la Simmons University Graduate School of Library Science à Boston du Massachusetts, elle enseigne le « Modern Book Publishing » et au St. Michael's College dans le Vermont, elle enseigne les « Children's Book Author Studies ».

## Distinctions

### Récompenses
En 1987, elle remporte le Women's National Book Association Book Women Award. La même année, elle est citée dans l'ouvrage : (en) 70 women who have made a difference, 1987, 50 p. (lire en ligne [PDF]).
En 1994, elle est reconnue par la ville de Fort Wayne, dans l'Indiana, lors de la célébration du bicentenaire de la ville.
En 2000, le Vermont College lui décerne un Master honorifique en Beaux-Arts pour l'écriture de livres pour enfants.
En 2008, elle remporte le prix Ludington 2007 de l'Educational Paperback Association pour son dévouement aux enfants et aux livres.

### Nominations
En 1999, elle est sélectionnée pour le « ALA Best Fiction for Young Adults » de l'American Library Association pour son livre Help Wanted : Short Stories about Young People Working.

## Œuvres
Liste non exhaustive
- (en) Children's Books and Their Creators, Houghton Mifflin Harcourt, 1995
- (en) Help Wanted: Short Stories about Young People Working, Little Brown and Company, 1997
- (en) The Essential Guide to Children's Books and Their Creators, Mariner Books, 2002
- (en) 100 Best Books for Children: A Parent's Guide to Making the Right Choices for Your Young Reader, Toddler to Preteen, Houghton Mifflin Harcourt, 2005
- (en) 500 Great Books for Teens, Houghton Mifflin Harcourt, 2006
- (en) I'll Pass For Your Comrade: Women Soldiers in the Civil War, Clarion Books, 2008
- (en) Everything I Need to Know I Learned from a Children's Book, Roaring Brook Press, 2009
- (en) Henry Knox: Bookseller, Soldier, Patriot, Clarion Books, 2010
- (en) The Plant Hunters: True Stories of Their Daring Adventures to the Far Corners of the Earth, Farrar, Straus and Giroux, 2012
- (en) Children's Book-A-Day Almanac, Roaring Brook Press, 2012
- (en) Untamed: The Wild Life of Jane Goodall, National Geographic Children's Books, 2015
- (en) Let Your Voice Be Heard: The Life and Times of Pete Seeger, Clarion Books, 2016
- (en) Undaunted: The Wild Life of Biruté Mary Galdikas and Her Fearless Quest to Save Orangutans, National Geographic Children's Books, 2019